# Over Bord
Over Bord (originaltitel The Marriage Cheat) er en amerikansk stumfilm fra 1924 instrueret af John Griffith Wray.

## Medvirkende
- Leatrice Joy som Helen Canfield
- Adolphe Menjou som Bob Canfield
- Percy Marmont som Paul Mayne
- Laska Winter som Rosie
- Henry A. Barrows
- J. P. Lockney